# Honingbijen
Honingbijen (Apis) zijn een geslacht van insecten uit de familie bijen (Apidae), behorend tot de orde vliesvleugeligen (Hymenoptera). Honingbijen kenmerken zich door hun productie en opslag van honing en de bouw van nesten uit bijenwas. Er zijn zeven erkende soorten honingbijen, met 44 ondersoorten. Historisch zijn er zes tot elf erkende soorten. Honingbijen vertegenwoordigen een fractie van de 20.000 bekende soorten bijen.
De naam 'honing'bijen is enigszins verwarrend omdat er vele andere bijen zijn die honing produceren, zoals de bekende hommels uit het geslacht Bombus. Er bestaan ook andere bijensoorten die honing produceren, maar alleen bijen die tot het geslacht Apis behoren worden gezien als 'echte' honingbijen.

## Ondergeslachten en soorten

### Apis
Tot dit ondergeslacht behoren de meeste honingbijen. Het ondergeslacht omvat drie oostelijke soorten, en een Europese.
- Apis mellifera (Honingbij, of Europese honingbij)
- Apis koschevnikovi
- Apis cerana (Aziatische honingbij)
  - Apis cerana japonica (Japanse honingbij)
- Apis nigrocincta

### Micrapis

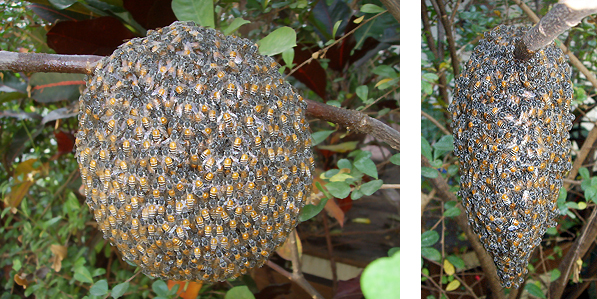
Twee afbeeldingen van een nest Apis florea.

Dit ondergeslacht telt twee soorten van relatief kleine honingbijen, welke voorkomen in Zuid en Zuidoost-Azië. Ze maken doorgaans kleine, onbeschutte nesten. Hun angels zijn doorgaans niet in staat de menselijke huid te doorboren, dus men kan ze zonder al te veel beschermende kleding benaderen. Soorten binnen dit ondergeslacht zijn:
- Apis florea (Dwerghoningbij)
- Apis andreniformis

### Megapis
Dit ondergeslacht telt slechts 1 erkende soort, de reuzenhoningbij (Apis dorsata), met een aantal ondersoorten. Deze bijen maken nesten in bomen, aan rotswanden en soms aan gebouwen. Ze kunnen erg agressief zijn, en zijn in staat mensen te doden met hun steken.